# Fiat 770
La Fiat 770 Coupé est une voiture type Coupé, fabriquée par la filiale argentine Fiat Concord du constructeur italien Fiat dans son usine d'El Palomar, à partir de 1965 et présentée l'année suivante.
Ce petit Coupé traditionnel, selon la mode du style automobile de l'époque, utilise la plate-forme ZFA 100 de la Fiat 600 lancée en Italie en 1955 et en Argentine en 1960.
Ce même modèle a aussi reçu les appellations : « Fiat 600 Vignalina » en 1959 pour sa production italienne, « Neckar Jagst 770 » en 1961 et « Fiat Vignale Riviera » en 1962 pour la production en Allemagne.

## Histoire
Au cours des années soixante, la flotte argentine connaît un âge d'or. L'Argentine est le deuxième pays de Fiat dans le monde. Les modèles Vignale représentent une étape esthétique et technologique importante dans l'industrie nationale dont le constructeur décide de racheter les droits au carrossier, en confiant la conception à la filiale argentine. De son coté, Fiat a constitué une autre étape très importante dans sa contribution technologique apportée à travers ses différents modèles, comme l'introduction dans le pays d'éléments aussi importants que les freins à disques, le moteur transversal à l'avant, le ventilateur électrique, le moteur à double arbre à cames en tête, la courroie crantée pour la distribution, entre autres.

### 1resérie: Fiat 770 (1965)
Cette 1re série de la voiture doit le dessin de sa carrosserie au célèbre atelier italien Vignale qui présente, en 1959, une étude baptisée « Fiat 600 Vignalina » et qui débouche sur une fabrication en petite série. En 1962, Vignale crée une version Spyder, la « Fiat Riviera Vignale ».
En 1961, séduite par cette ligne élégante, la direction de Fiat Auto Italie décide de faire fabriquer le Coupé par sa filiale allemande Fiat Neckar, sous le nom de « Fiat Neckar Riviera 770 ».
Après avoir lancé la fabrication de la Fiat 600 en Argentine dans sa filiale locale Fiat Concord en 1960, qui évolue en 1962 avec la version « 600D », Fiat décide également de fabriquer localement cette version Coupé. Ce modèle reprend le tableau de bord et un volant en bois avec des branches en aluminium.
La base mécanique est la Fiat 600D, équipée du moteur de 767 cm3 développant 32 ch SAE,.
L'assemblage est une première expérience entre un constructeur automobile et un carrossier. Lorsque ce type de modèle est produit en Italie, c'est le carrossier lui-même qui assemble les pièces dans ses ateliers en donnant des qualités inégalées. Pour l'usine d'Argentine, la réception de carrosserie artisanale aux côtes différentes demande aux employés d'utiliser des kilos d'étain pour effectuer les ajustements. Ce travail supplémentaire engendre des retards de livraisons et des surcoûts de production dans la chaîne de montage. Fort de cette aventure, le problème est résolu avec le modèle suivant pour en faire une opération commerciale positive.
En 1966, cette première série est remplacée par la « Fiat 800 ».

### 2esérie: Fiat 800 (1966)
La Fiat 770 est très bien accueillie en Argentine mais son niveau de finition est jugé assez simple et la clientèle veut un véhicule plus haut de gamme et plus puissant. Fiat-Concord fait rapidement évoluer la « 770 » et lance la « 800 » qui répond à cette demande, en l'équipant du moteur de la « Fiat 600F » de 797 cm3 et complète son offre avec une version Spider qui devient le premier véhicule de ce type à être fabriqué dans le pays. Le modèle reprend le tableau de bord sportif avec quatre horloges circulaires et un volant en bakélite noire.
Elle est équipée du moteur de la « Fiat 600F » de 797 cm3 développant 36 ch SAE.
La fabrication de la 800 Coupé s'arrête en 1969, celle de la 800 Spider en 1970. Ces modèles sont remplacés par un modèle de gamme très supérieure, la Fiat 1600 Sport.

## La Fiat 770/800 Vignale dans le monde
- Italie : Fiat 600 Vignalina,
- Allemagne : Neckar Riviera